# PSS Zgoda

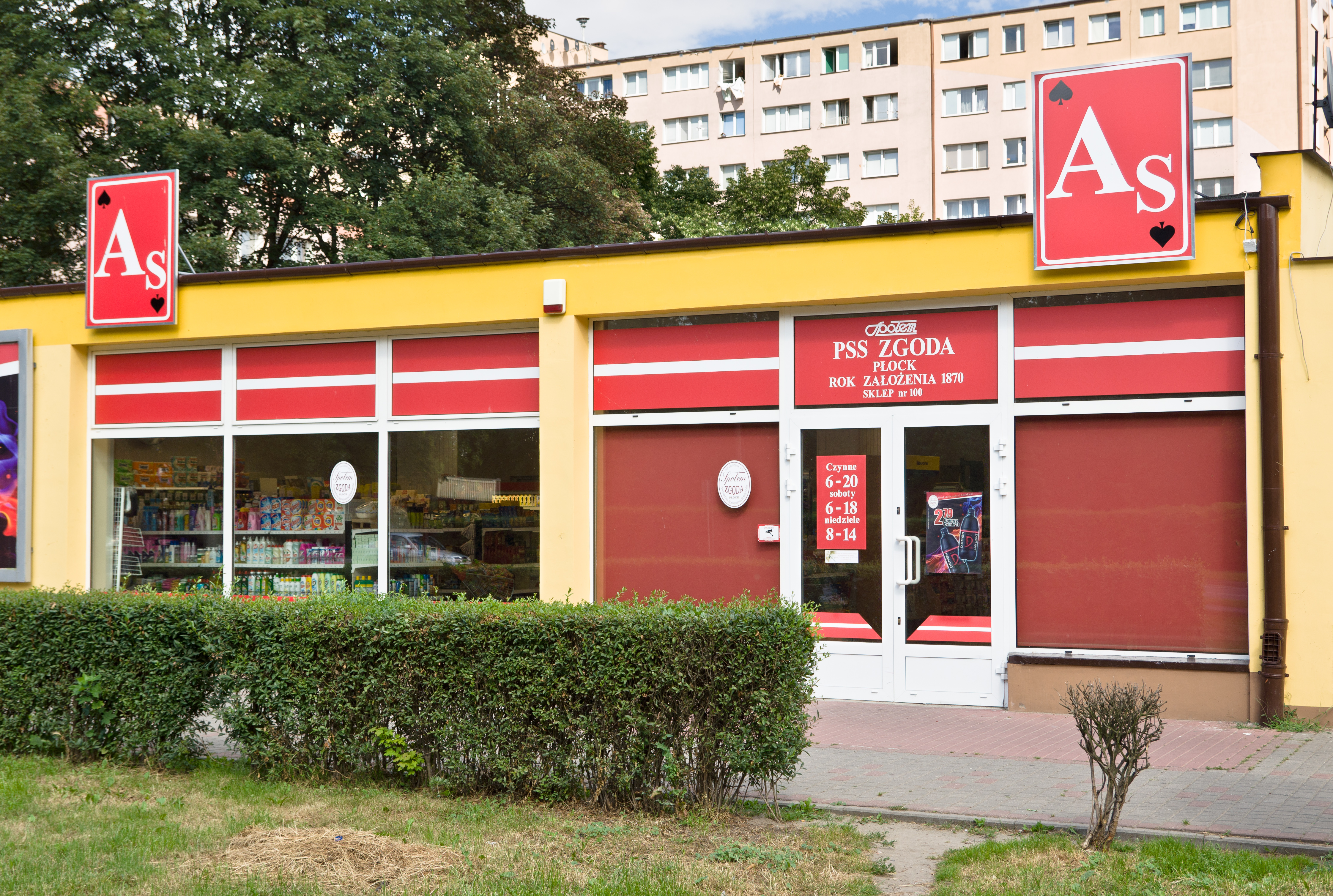
Sklep PSS Zgoda nr 100 przy ul. Łukasiewicza 16 w Płocku

Powszechna Spółdzielnia Spożywców „Zgoda” – największa sieć sklepów osiedlowych w Płocku. Asortyment sklepów to przede wszystkim artykuły spożywcze i przemysłowe.
Historia „Zgody” sięga dziewiętnastego stulecia, kiedy Polska znajdowała się pod zaborami. Należy ona do jednego z trzech stowarzyszeń spożywczych, które w latach 1869–1870 zostały jako pierwsze zorganizowane na ziemiach polskich. Jako jedyna płocka „Zgoda” dotrwała do naszych czasów i działa nieprzerwanie od 1870 roku.
Obecnie sieć sklepów PSS Zgoda w Płocku działa pod szyldem „Top Market”.